# Juan Silva Pinto
Juan José Florencio Silva Pinto (Santiago, 20 de mayo de 1898 - ibídem, 26 de septiembre de 1991) fue un político liberal chileno. Hijo de Ismael Silva y de Clarisa Pinto Valenzuela, contrajo matrimonio en 1925 con Elena Álvarez San Martín.

## Actividades profesionales
Educado en el Liceo Miguel Luis Amunátegui de Santiago y realizó estudios técnicos en la Escuela de Artes y Oficios de la Universidad Técnica del Estado.
Fue propietario de una fábrica de bloques de cemento y yeso para construcciones de edificios. Creó un nuevo método para construir lozas nervadas en edificios de concreto armado. Formó una empresa familiar junto a sus hermanos Oscar y Armando, la "Sociedad de Materiales Rex Ltda.". Fue gerente de la Compañía Yesera Laguna Azul y miembro de la Sociedad de Fomento Fabril.

## Actividades políticas
Militante del Partido Liberal, por el cual fue elegido regidor en dos oportunidades en la Municipalidad de Quinta Normal (1933-1939).
Elegido Diputado por el 2.º. Distrito Metropolitano: Talagante (1933-1937), participando de la comisión permanente de Fomento. Reelegido por el mismo distrito (1937-1941). En esta oportunidad formó parte de la comisión de Vías y Obras Públicas.
Se presentó como candidato a la elección complementaria para llenar la vacante del Diputado Elías Montecinos Matus, quien falleció en abril de 1942, sin embargo, por sentencia del 1 de julio de 1942 se proclamó electo en su reemplazo a Federico Brito Salvo (PR), que venció en las elecciones complementarias.

## Actividades sociales
Logró la aprobación del proyecto del ferrocarril subterráneo de la Avenida Matucana; lideró otros proyectos respecto a adelantos urbanos en la comuna de Quinta Normal, como la construcción de estadios, escuelas y poblaciones obreras.
Socio de la Sociedad de Fomento Fabril y director general provincial de los Boys Scouts.